# Hrabstwo Thurston (Waszyngton)
Hrabstwo Thurston (ang. Thurston County) – hrabstwo w stanie Waszyngton w Stanach Zjednoczonych. Hrabstwo zajmuje powierzchnię 727,02 mil² (1882,97 km²). Według szacunków United States Census Bureau w roku 2009 miało 250 979 mieszkańców. Siedzibą hrabstwa jest Olympia.
Hrabstwo powstało w 1852.

## Miasta
- Bucoda
- Lacey
- Olympia
- Rainier
- Tenino
- Tumwater
- Yelm

## CDP
- Grand Mound
- Nisqually Reservation
- North Yelm
- Rochester
- Tanglewilde